# Masatoshi Akimoto
Masatoshi Akimoto (秋本 真利, Akimoto Masatoshi, 10 août 1975) est un homme politique japonais, membre du parti libéral-démocrate, élu quatre fois à la Chambre des représentants,.
Il est un opposant à l'utilisation civile de l’énergie nucléaire, ce qui va à l'encontre de la politique de son parti. En 2018, il est une des législateurs responsables d*une nouvelle loi sur les sources d’énergie offshore.

## Accusé de corruption
En août 2023, il est accusé par la police de Tokyo de corruption passive, au profit de la firme Japan Wind Development Co. ; son bureau et son domicile sont fouillés. Akimoto démissionne de son poste de vice-ministre des affaires étrangères.
Le 5 août 2023, le PLD annonce avoir accepté la demande d'Akimoto de quitter le parti.
L'avocat de Masayuki Tsukawaki, président de Japan Wind Development Co., a d'abord expliqué que les sommes d'argent échangées objets de l’enquête policière étaient liées à des transactions concernant l'achat de chevaux de course et leur entretien, mais, le 11 août, il a déclaré que son client a admis qu'il s'agissait bien de corruption.

## Accusé de détournement de fonds publics
Masatoshi Akimoto est également accusé d'avoir détourné à son profit des aides financières publiques destinées à aider les entreprises pendant la pandémie du COVID-19.